# Melioracija
Melioracija je pojem, ki označuje fizično poseganje v naravno okolje z namenom uravnavanja in nadziranja mokrote tal. Največkrat gre za ustvarjanje novih kmetijsko-pridelovalnih površin z izkopom sistema izsuševalnih jarkov na močvirnatih ali polmočvirnatih tleh, ki odvajajo odvečno vodo. V tem primeru, ko se melioracija uporablja za kmetijske namene, govorimo o agromelioraciji. Melioracija je izsuševanje ali namakanje tal za kmetijstvo slabših tal.